# Finale del campionato NFL 1962
La finale del campionato NFL 1962 è stata la 30ª del campionato della NFL. La gara si tenne il 30 dicembre 1962 allo Yankee Stadium di New York tra New York Giants e Green Bay Packers. I Packers erano allenati dal futuro membro della Hall of Fame Vince Lombardi e i Giants da Allie Sherman. Le condizioni climatiche durante la gara erano talmente fredde che la tropue televisiva dovette accendere dei falò per far sgelare le loro videocamere e un cameraman subì un congelamento. Tali condizioni rendevano difficile anche lanciare il pallone. Green Bay vinse 16–7 grazie alle prestazioni dell'MVP della gara, il linebacker Ray Nitschke, e del fullback Jim Taylor. La guardia destra di Green Bay Jerry Kramer calciò tre field goal. I Giants commisero due fumble, perdendoli entrambi, mentre i Packers recuperarono tutti i loro 5 fumble.

## Marcature
Primo quarto
GB- Kramer: field goal da 26 yard 3-0 GB
Secondo quarto
GB-Taylor: touchdown su corsa da 7 yard (Kramer kick) 10-0 GB
Terzo quarto
NY- Collier: punt bloccato recuperato nella end zone (Chandler kick) 10-7 GB
GB- Kramer: field goal da 29 yard 13-7 GB
Quarto quarto
GB- Kramer: field goal da 30 yard 16-7 GB